# Koldusbottal Beverly Hills-ben
A Koldusbottal Beverly Hills-ben (eredeti cím: Down and Out in Beverly Hills) 1986-ban bemutatott amerikai filmvígjáték, melyet Paul Mazursky írt és rendezett. A történet alapjául az 1919-es Boudu sauvé des eaux című francia színdarab szolgált, melyből Jean Renoir A vízből kimentett Boudu (1932) című filmje is készült. A főbb szerepekben Nick Nolte, Bette Midler, Richard Dreyfuss és Little Richard látható.
A The Walt Disney Studios Touchstone Pictures filmforgalmazó cége mutatta be: ez volt az első, Disney által megjelentetett R besorolású film. A vígjáték hozzájárult a drogproblémákkal küszködő színész, Dreyfuss szakmai visszatéréséhez.
Az 1986. január 31-én bemutatott film bevételi és kritikai szempontból is sikeres lett. 1987-ben egy rövid életű szituációs komédia is készült belőle.

## Cselekmény
Az újgazdag Dave Whiteman és felesége, Barbara Beverly Hillsben élik boldogtalan házasságukat. A környéken feltűnik a hajléktalan Jerry Baskin, aki végső elkeseredettségében épp Whiteman úszómedencéjébe akarja belefojtani magát. Amikor Dave, megmenti és pár napra befogadja otthonába, Jerry felforgatja az életüket.

## Szereplők
| Szerep             | Színész          | Magyar hang     |
| ------------------ | ---------------- | --------------- |
| Jerry Baskin       | Nick Nolte       | Reviczky Gábor  |
| Barbara Whiteman   | Bette Midler     | Tóth Judit      |
| Dave Whiteman      | Richard Dreyfuss | Varga T. József |
| Carmen a szobalány | Elizabeth Peña   | Báthory Orsolya |
| Orvis Goodnight    | Little Richard   | Csuja Imre      |
| Max Whiteman       | Evan Richards    | Bartucz Attila  |
| Jenny Whiteman     | Tracy Nelson     | Dudás Eszter    |
| Al                 | Felton Perry     | Forgács Gábor   |
| Dorothy            | Dorothy Tristan  |                 |

## Fogadtatás

### Bevételi adatok
A 14 millió dolláros költségvetésből készült film első helyen nyitott az észak-amerikai mozikban, melyet heteken át tartani is tudott. Észak-Amerikában összesen 62 134 225 dollár bevételt ért el.

### Kritikai visszhang
A film pozitív kritikákat kapott. A Rotten Tomatoes-on 30 kritika összesítése alapján 80%-on áll. Az oldal szöveges értékelése szerint „élvezetes komédia, amely Jean Renoir A vízből kimentett Boudu-ját a '80-as évek Kaliforniájába helyezi át, kiváló komikusi alakításokat nyújtva Nick Nolte, Richard Dreyfuss és Bette Midler részéről”.

### Díjak és jelölések
| Év   | Díj              | Kategória                                          | Jelölt       | Eredmény |
| ---- | ---------------- | -------------------------------------------------- | ------------ | -------- |
| 1987 | Golden Globe-díj | legjobb filmmusical vagy vígjáték                  | –            | Jelölve  |
| 1987 | Golden Globe-díj | legjobb női főszereplő (filmmusical vagy vígjáték) | Bette Midler | Jelölve  |

## Fordítás
- Ez a szócikk részben vagy egészben  a   Down and Out in Beverly Hills című angol Wikipédia-szócikk ezen változatának fordításán alapul.  Az eredeti cikk szerkesztőit annak laptörténete sorolja fel. Ez a jelzés csupán a megfogalmazás eredetét és a szerzői jogokat jelzi, nem szolgál a cikkben szereplő információk forrásmegjelöléseként.